# Mu Zimei
Mù Zǐměi 木子美 est le pseudonyme de Lǐ Lì 李丽, une écrivaine chinoise née à Canton en 1978.

## Biographie
Née à Canton, Mù Zǐměi obtient un diplôme de philosophie avant de participer à une rubrique sexuelle dans un journal cantonais.
En 2003, elle crée un blog sur lequel elle décrit sa vie sexuelle, où se retrouvent parfois des figures célèbres de la culture underground chinoise, comme Wang Lei. Ce blog ouvert le 19 juin 2003 est bloqué quelques mois plus tard pour cause de scandale qui vaut à son auteure de perdre son emploi de journaliste, mais est suivi par la publication d'un roman publié en novembre 2003 en Chine sous le titre "Lettres d'amour posthumes" et aussitôt interdit, et traduit en français sous le titre Journal sexuel d'une jeune Chinoise sur le net.
Ce roman s'inscrit dans un courant d'écriture contestataire par des écrivains Miánmián 棉棉 et Wèihuì 卫慧, dont la valeur littéraire, par-delà leur témoignage social, reste encore à évaluer.